# Балакури
Балакури — село Бежтинского участка Дагестана. Входит в состав сельского поселения «Сельсовет Бежтинский».

## География
Расположено в 3 км к северу от села Бежта, на р. Балакури (бассейн р. Хзанор).

## История
Образовано в 2013 г. Постановлением Народного Собрания Республики Дагестан от 26 сентября 2013 года № 619-V «О внесении изменений в административно-территориальное устройство Республики Дагестан».